# 私の人生なのに
『私の人生なのに』は、2018年7月14日に公開された日本映画。原作は、講談社より刊行された東きゆうの同名小説。日本公開後、音楽と映画の融合をテーマにした韓国の『堤川国際音楽映画祭』で上映された。

## ストーリー
新体操のオリンピック候補として注目されていた金城瑞穂は、大会に向け練習を重ねていたある日、脊髄梗塞を発症する。手術で一命はとりとめたものの、半身不随となり、車椅子での生活を余儀なくされる。周囲に支えられながらも、夢を断たれた瑞穂は絶望に打ちひしがれる。そこへ突然、疎遠になっていた幼なじみの淳之介が現れ……。

## キャスト
- 金城瑞穂 - 知英
- 柏原淳之介 - 稲葉友
- 誉田哲二 - 落合モトキ
- 石丸医師 - 蜷川みほ
- 菊地紗理奈 - 江田友莉亜
- オネエ - 深沢敦
- 淳之介の父 - 野中隆光
- 佐藤 - 飯田孝男
- 佐伯 - 根岸季衣
- 金城義男 - 髙橋洋
- 金城園江 - 赤間麻里子

## スタッフ
- 監督・脚本 - 原桂之介
- 原作 - 清智英、東きゆう『私の人生なのに』（講談社刊）
- 音楽 - 山本加津彦
- 主題歌 - JY「涙の理由」（Sony Music Records）
- 製作 - 瀬井哲也
- プロデューサー - 行実良、柴原祐一
- 共同プロデューサー - 長井龍
- ラインプロデューサー - 傳野貴之
- キャスティング - あんだ敬一
- 撮影 - 加藤十大
- 照明 - 志村昭裕
- 録音 - 小林武史
- 美術 - 田口貴久
- スタイリスト - 岡本華菜子
- ヘアメイク - 及川奈緒美
- 編集 - 相良直一郎
- 助監督 - 岩坪梨絵
- 制作担当 - 金子堅太郎
- 協力 - J-Workout、幸和義肢研究所、松永製作所、コ・イノベーション研究所、Chacott
- 配給 - プレシディオ
- 制作プロダクション - ダブ
- 製作 -「私の人生なのに」製作委員会